# Cleveland Open 2019
Il Cleveland Open 2019 è stato un torneo maschile tennis professionistico. È stata la 1ª edizione del torneo, facente parte della categoria Challenger 90 nell'ambito dell'ATP Challenger Tour 2019, con un montepremi di 81 240 $. Si è giocato dal 28 gennaio al 3 febbraio 2019 sui campi in cemento indoor del Cleveland Racquet Club di Cleveland, negli Stati Uniti.

## Partecipanti

### Teste di serie
| Nazionalità     | Giocatore           | Ranking* | Testa di serie |
| --------------- | ------------------- | -------- | -------------- |
| Taipei cinese   | Jason Jung          | 120      | 1              |
| Serbia          | Miomir Kecmanović   | 125      | 2              |
| Stati Uniti     | Noah Rubin          | 140      | 3              |
| Germania        | Dominik Köpfer      | 160      | 4              |
| Barbados        | Darian King         | 171      | 5              |
| Stati Uniti     | Tim Smyczek         | 172      | 6              |
| Ecuador         | Roberto Quiroz      | 181      | 7              |
| Canada          | Brayden Schnur      | 196      | 8              |
| El Salvador     | Marcelo Arévalo     | 220      | 9              |
| Germania        | Dustin Brown        | 223      | 10             |
| Brasile         | Thomaz Bellucci     | 225      | 11             |
| Stati Uniti     | Donald Young        | 231      | 12             |
| Canada          | Filip Peliwo        | 240      | 13             |
| Stati Uniti     | Christian Harrison  | 242      | 14             |
| Stati Uniti     | Marcos Giron        | 249      | 15             |
| Rep. Dominicana | Roberto Cid Subervi | 250      | 16             |

- Ranking al 14 gennaio 2019.

### Altri partecipanti
I seguenti giocatori hanno ricevuto una wild card per il tabellone principale:
- Felix Corwin
- Michael Redlicki
- Noah Rubin
- Ryan Shane
- J. J. Wolf

I seguenti giocatori hanno utilizzato il loro ranking ITF per entrare nel tabellone principale:
- Gijs Brouwer
- Matías Franco Descotte
- Tom Jomby
- Louis Wessels

I seguenti giocatori sono passati dalle qualificazioni:
- Maxime Cressy
- Jared Hiltzik

Il seguente giocatore è entrato in tabellone come lucky loser:
- Gonzalo Escobar

## Punti e montepremi
| Torneo    | Torneo              | V      | F     | SF    | QF    | 3T    | 2T  | 1T  | Q | Q1 |
| Singolare | Punti               | 90     | 55    | 33    | 17    | 8     | 5   | 0   | 0 | 0  |
| Singolare | Premi in denaro ($) | 10 800 | 6 360 | 3 765 | 2 190 | 1 290 | 780 | 390 | – | –  |
| Doppio    | Punti               | 90     | 55    | 33    | 17    | –     | –   | 0   | – | –  |
| Doppio    | Premi in denaro ($) | 4 650  | 2 700 | 1 620 | 960   | –     | –   | 540 | – | –  |

## Campioni

### Singolare
Maxime Cressy ha sconfitto in finale  Mikael Torpegaard con il punteggio di 6(4)–7, 7–6(6), 6–3.

### Doppio
Romain Arneodo /  Andrei Vasilevski hanno sconfitto in finale  Robert Galloway /  Nathaniel Lammons con il punteggio di  6–4, 7–6(4).